# Pselaphelia pulverulenta
Pselaphelia pulverulenta är en fjärilsart som beskrevs av Abel Dufrane 1953. Pselaphelia pulverulenta ingår i släktet Pselaphelia och familjen påfågelsspinnare. Inga underarter finns listade i Catalogue of Life.